# Reo Griffiths
Pour les articles homonymes, voir Griffiths.
Reo Griffiths, né le 27 juin 2000 à Londres, est un footballeur anglais qui évolue au poste d'attaquant au Timbers de Portland depuis avril 2024.

## Biographie

### En club

#### Tottenham Hotspur FC (2016-2018)
Lors de la saison 2017-2018, il inscrit avec Tottenham 27 buts en 20 rencontres dans le championnat anglais U18, ce qui fait de lui le meilleur buteur du championnat. Il s'illustre lors du derby face à Arsenal, marquant un quadruplé et délivrant trois passes décisives.

#### Olympique lyonnais (2018-2022)
Lors de l'été 2018, refusant de signer professionnel avec Tottenham, il est courtisé par de nombreux clubs, comme le RB Leipzig, le Real Madrid, le Barça ou encore le PSG. Le 1er août 2018, il signe un contrat de quatre ans en faveur de l'Olympique lyonnais.

#### Doncaster Rovers FC (depuis 2022)
Le 31 janvier 2022, il signe au Doncaster Rovers FC en 3e division anglaise. Cinq jours après son arrivée au club, il marque son premier but en professionnel face à Sunderland AFC (victoire 2-1).
Après 20 matchs et seulement 2 buts et 6 mois moyen, il descend en League Two (4e division).

#### Yeovil Town FC (prêt de 6 mois)
En Mars 2023, il signe en prêt à Yeovil Town en 5e division anglaise, pour une durée de 6 mois.
Doncaster Rovers FC (retour de prêt)
Le 30 juin 2023, il devait retourner aux Doncaster Rovers, mais résilie son contrat avec le club d'un commun accord en Novembre 2023.
Wealdstone FC (2024)
Le 8 mars 2024, il signe à Wealdstone FC ou il portera le numéro 20. Il y restera un mois, pour un match joué, en FA Trophy avant de rompre son contrat.
Portland Timbers 2 (depuis 2024)
Le 9 avril 2024, il décolle pour les États-Unis pour rejoindre les Portland Timbers, évoluera dans la réserve du club, engagée en MLS Next Pro, championnat dédié aux équipes B de la MLS.

### En équipe nationale
Avec les moins de 17 ans, il participe au championnat d'Europe des moins de 17 ans en 2017. Griffiths ne joue qu'un seul match lors de ce tournoi, en entrant en toute fin de match contre la Norvège. L’Angleterre atteint la finale de cette compétition, en étant battue par l'Espagne après une séance de tirs au but.

## Palmarès
- Finaliste du championnat d'Europe des moins de 17 ans en 2017 avec l'équipe d'Angleterre des moins de 17 ans.

## Statistiques détaillées

### En club

#### Parcours amateur
| Saison                | Club                  | Championnat           | Championnat | Championnat | Championnat | Coupe(s) nationale(s) | Coupe(s) nationale(s) | Coupe(s) nationale(s) | Compétition(s) continentale(s) | Compétition(s) continentale(s) | Compétition(s) continentale(s) | Compétition(s) continentale(s) | Playoffs | Playoffs | Playoffs | Autres compétitions | Autres compétitions | Autres compétitions | Autres compétitions | Total | Total | Total |
| Saison                | Club                  | Division              | M.          | B.          | P.d.        | M.                    | B.                    | P.d.                  | Comp.                          | M.                             | B.                             | P.d.                           | M.       | B.       | P.d.     | Comp.               | M.                  | B.                  | P.d.                | M.    | B.    | P.d.  |
| 2016-2017             | Tottenham B           | U18 Premier League    | 14          | 7           | 7           | 4                     | 1                     | 1                     | UYL                            | 3                              | 2                              | 1                              | 3        | 4        | 0        | PL2                 | 3                   | 0                   | 0                   | 27    | 14    | 9     |
| 2017-2018             | Tottenham B           | U18 Premier League    | 20          | 27          | 4           | 3                     | 2                     | 0                     | UYL                            | 6                              | 1                              | 0                              | -        | -        | -        | PL2 + EFL           | 3+1                 | 0                   | 0                   | 33    | 30    | 4     |
| Sous-total            | Sous-total            | Sous-total            | 34          | 34          | 11          | 7                     | 3                     | 1                     | -                              | 9                              | 3                              | 1                              | 3        | 4        | 0        | -                   | 7                   | 0                   | 0                   | 60    | 44    | 13    |
| 2018-2019             | Olympique lyonnais B  | National 2            | 8           | 1           | 0           | 3                     | 3                     | 0                     | UYL                            | 4                              | 2                              | 0                              | -        | -        | -        | Nat U19             | 5                   | 4                   | 0                   | 20    | 10    | 0     |
| 2019-2020             | Olympique lyonnais B  | National 2            | 16          | 6           | 0           | -                     | -                     | -                     | UYL                            | -                              | -                              | -                              | -        | -        | -        | -                   | -                   | -                   | -                   | 16    | 6     | 0     |
| 2020-2021             | Olympique lyonnais B  | National 2            | 9           | 6           | 0           | -                     | -                     | -                     | -                              | -                              | -                              | -                              | -        | -        | -        | -                   | -                   | -                   | -                   | 9     | 6     | 0     |
| 2021-2022             | Olympique lyonnais B  | National 2            | 1           | 0           | 0           | -                     | -                     | -                     | -                              | -                              | -                              | -                              | -        | -        | -        | -                   | -                   | -                   | -                   | 1     | 0     | 0     |
| Sous-total            | Sous-total            | Sous-total            | 34          | 13          | 0           | 3                     | 3                     | 0                     | -                              | 4                              | 2                              | 0                              | -        | -        | -        | -                   | 5                   | 4                   | 0                   | 46    | 22    | 0     |
| Total sur la carrière | Total sur la carrière | Total sur la carrière | 68          | 47          | 11          | 10                    | 6                     | 1                     | -                              | 13                             | 5                              | 1                              | 3        | 4        | 0        | -                   | 12                  | 4                   | 0                   | 106   | 66    | 13    |

### En sélection

#### Equipes de jeunes
| Saison                | Sélection             | Campagne              | Phases finales | Phases finales | Éliminatoires | Éliminatoires | Matchs amicaux | Matchs amicaux | Total | Total |
| Saison                | Sélection             | Campagne              | M              | B              | M             | B             | M              | B              | M     | B     |
| --------------------- | --------------------- | --------------------- | -------------- | -------------- | ------------- | ------------- | -------------- | -------------- | ----- | ----- |
| 2015-2016             | Angleterre - 16 ans   | -                     | -              | -              | -             | -             | 3              | 0              | 3     | 0     |
| Sous-total            | Sous-total            | Sous-total            | -              | -              | -             | -             | 3              | 0              | 3     | 0     |
| 2016-2017             | Angleterre - 17 ans   | UEFA Euro 2017        | 1              | 0              | -             | -             | -              | -              | 1     | 0     |
| Sous-total            | Sous-total            | Sous-total            | 1              | 0              | -             | -             | -              | -              | 1     | 0     |
| Total sur la carrière | Total sur la carrière | Total sur la carrière | 1              | 0              | -             | -             | 3              | 0              | 4     | 0     |